# FC Dinamo-93 Minsk
El FC Dinamo-93 Minsk fue un equipo de fútbol de Bielorrusia que alguna vez jugó en la Vysshaya Liga, la liga de fútbol más importante del país.

## Historia
Fue fundado en el año 1992 en la capital Minsk con el nombre FC Dinamo-2 Minsk y tuvo cambios de nombre, los cuales fueron:
- 1992 (primavera): FC Dinamo-2 Minsk
- 1992 (verano): FC Belarus Minsk
- 1993: FC Dinamo-93 Minsk

Funcionaba como un equipo reserva del Dinamo Minsk y lo reemplazaba en la Primera División de la Unión Soviética durante la etapa soviética. Tras obtener la promoción a la Vysshaya Liga, se separó del Dinamo Minsk y formó un equipo independiente.
Tuvo cierto éxito, ya que quedaron subcampeones de liga 1 vez y 3 terceros lugares y ganaron el título de Copa 1 vez en 2 finales jugadas.
A nivel internacional participó en 3 torneos continentales, en los cuales jamás superó la Primera Ronda.
En el año 1998, luego de jugar 14 partidos y de estar en las semifinales de la Copa, abandonaron el torneo debido a problemas financieros y desaparecieron.

## Palmarés
- Vysshaya Liga: 0
  - Subcampeón: 1

1993/94
- Copa de Bielorrusia: 1

1994/95
- - Finalista: 1

1996/97

## Participación en competiciones de la UEFA
- Copa UEFA: 1 aparición

1997 - Segunda Ronda Clasificatoria
- Recopa de Europa de Fútbol: 1 aparición

1996 - Ronda Preliminar
- Copa Intertoto: 1 aparición

1998 - Primera Ronda

### Trayectoria en UEFA
| Temporada | Torneo         | Ronda            | País         | Club             | Ida          | Vuelta       |
| --------- | -------------- | ---------------- | ------------ | ---------------- | ------------ | ------------ |
| 1995/96   | Recopa         | Preliminar       | Noruega      | Molde            | 1–1 (casa)   | 1–2 (visita) |
| 1996/97   | Copa UEFA      | Clasificatoria 1 | Moldavia     | Tiligul Tiraspol | 3–1 (casa)   | 1–1 (visita) |
| 1996/97   | Copa UEFA      | Clasificatoria 2 | Suecia       | Helsingborg      | 1–1 (visita) | 0–3 (casa)   |
| 1998      | Copa Intertoto | Grupo 1          | Países Bajos | Heerenveen       | 1–0 (casa)   |              |
| 1998      | Copa Intertoto | Grupo 1          | Polonia      | Polonia Warsaw   | 4–1 (visita) |              |
| 1998      | Copa Intertoto | Grupo 1          | Alemania     | Duisburg         | 0–1 (casa)   |              |
| 1998      | Copa Intertoto | Grupo 1          | Dinamarca    | Aalborg          | 1–2 (visita) |              |